# Mineks Ladies Classic
De Mineks Ladies Classic is een jaarlijks golftoernooi in Turkije, dat deel uitmaakt van de Ladies European Tour Access Series. Het werd opgericht in 2013 en vindt sindsdien telkens plaats op de National Golf Club in Belek.
Het toernooi wordt gespeeld in een strokeplay-formule van drie ronden (54-holes) en na de tweede ronde wordt de cut toegepast.
Toernooinamen
- 2013: The Mineks Ladies Classic
- 2014: Mineks & Regnum Ladies Classic

## Winnaressen
| Jaar | Winnares          | Score | Score | Info                            |
| ---- | ----------------- | ----- | ----- | ------------------------------- |
| 2013 | Chloé Leurquin po | 219   | par   | Won de play-off van Mireia Prat |
| 2014 | Emma Westin       | 215   | –4    | [ 2 ]                           |

| Toernooirecord |  | po = winnares na play-off |

 Association Suisse de Golf Ladies Open ·
 Kristianstad Åhus Ladies Open ·
 Sölvesborg Ladies Open ·
 OCA Augas Santas International Ladies Open ·
 Open Generali de Dinard ·
 Pilsen Golf Challenge ·
 Royal Belgian Golf Federation LETAS Trophy ·
 Ingarö Ladies Open ·
 Ladies Norwegian Challenge ·
 Onsjö Ladies Open ·
 HLR Golf Academy Open ·
 Mineks & Regnum Ladies Classic ·
 Open Generali de Strasbourg ·
 Azores Ladies Open ·
 Grecotel Amirandes Ladies Open ·
 WPGA International Challenge